# Penzin
Penzin ist eine Gemeinde im Landkreis Rostock in Mecklenburg-Vorpommern (Deutschland). Die Gemeinde wird vom Amt Bützow-Land mit Sitz in der Stadt Bützow verwaltet.

## Geografie

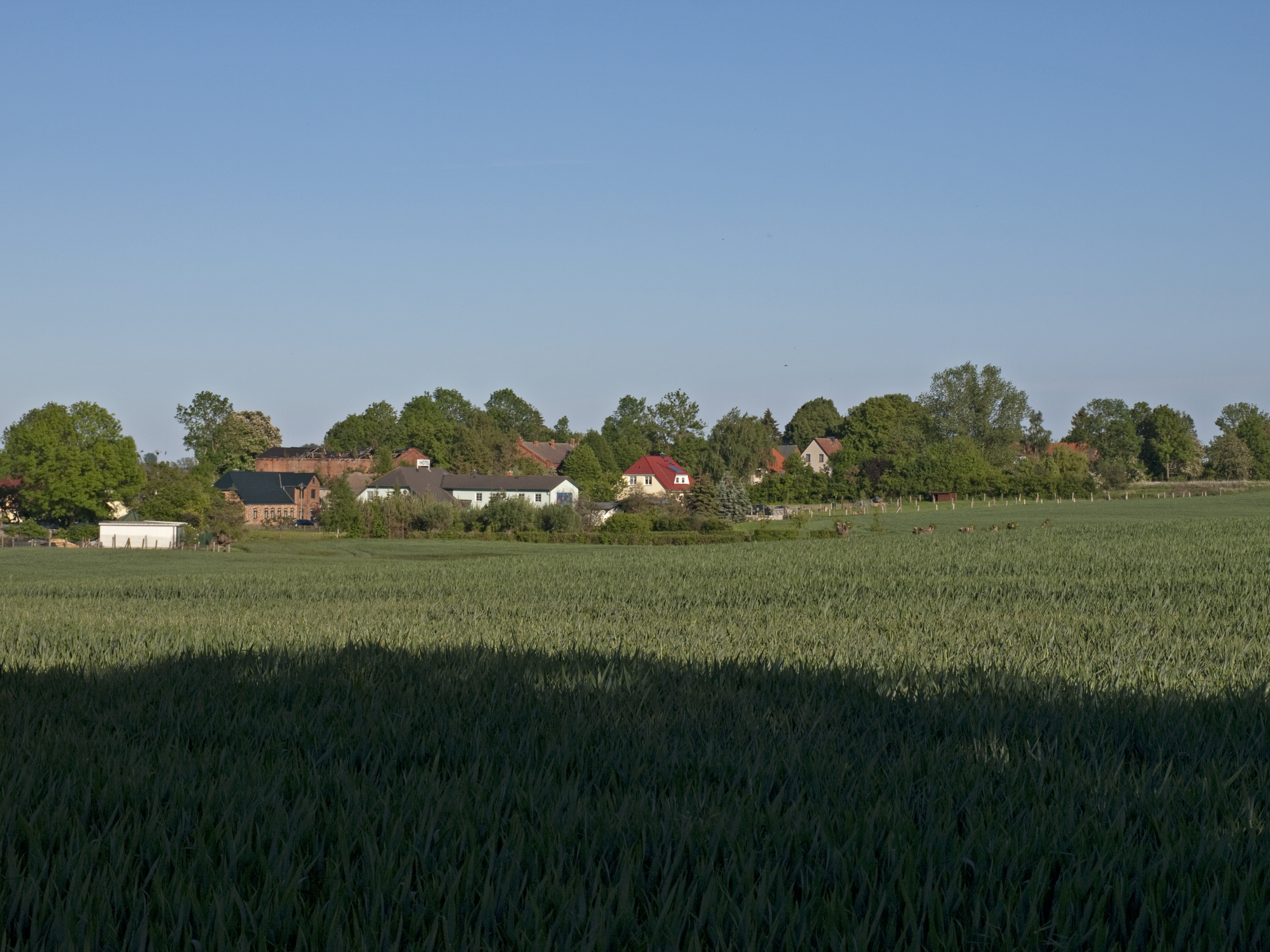
Blick auf Penzin

Die Gemeinde Penzin – flächenmäßig die kleinste Gemeinde im Landkreis – liegt zwischen den Städten Bützow und Kröpelin, etwa 30 km südwestlich von Rostock. Das überwiegend flache und nordöstlich von Penzin z. T. sumpfige Gelände erreicht maximal 19 m ü. NN.
Umgeben wird Penzin von den Nachbargemeinden Klein Belitz im Norden und Osten sowie Bernitt im Süden und Westen.
Die Gemeinde liegt an der Verbindungsstraße von Bützow nach Kröpelin. In sieben km Entfernung führt die A 20 vorbei (Anschlussstelle Kröpelin). Der nächstgelegene Bahnhof befindet sich im acht km entfernten Bützow.

## Geschichte
Penzin wurde 1318 erstmals urkundlich erwähnt. Die Gemeinde ist von der Landwirtschaft (Getreide und Viehwirtschaft) und vom Handwerk geprägt.
Der Name stammt vom altslawischen Namen pąk auf dem Lokator bezogen, also Ort des Pęča.

## Politik

### Gemeindevertretung und Bürgermeister
Der Gemeinderat besteht (inkl. Bürgermeisterin) aus 6 Mitgliedern. Die Wahl zum Gemeinderat am 26. Mai 2019 hatte folgende Ergebnisse:
| Partei/Bewerber           | Prozent | Sitze |
| ------------------------- | ------- | ----- |
| Wählergemeinschaft Penzin | 100     | 6     |

Bürgermeisterin der Gemeinde ist Bärbel Kraatz, sie wurde mit 83,95 % der Stimmen gewählt.

## Sehenswürdigkeiten
- Büdnerei in der Dorfstraße 3

→ Siehe auch Liste der Baudenkmale in Penzin

## Persönlichkeiten
- Friedrich Scharf (1897–1974), Jurist, Politiker (NSDAP) und SS-Oberführer; in der Zeit des Nationalsozialismus Ministerpräsident von Mecklenburg
- Jürgen Rhades (* 1926), maritimer Sachbuchautor, Herausgeber maritimer Literatur und ehemaliger Marineoffizier
- Christel Bachmann (* 1946), Malerin, Keramikerin und Graphikerin